# Мастурбация

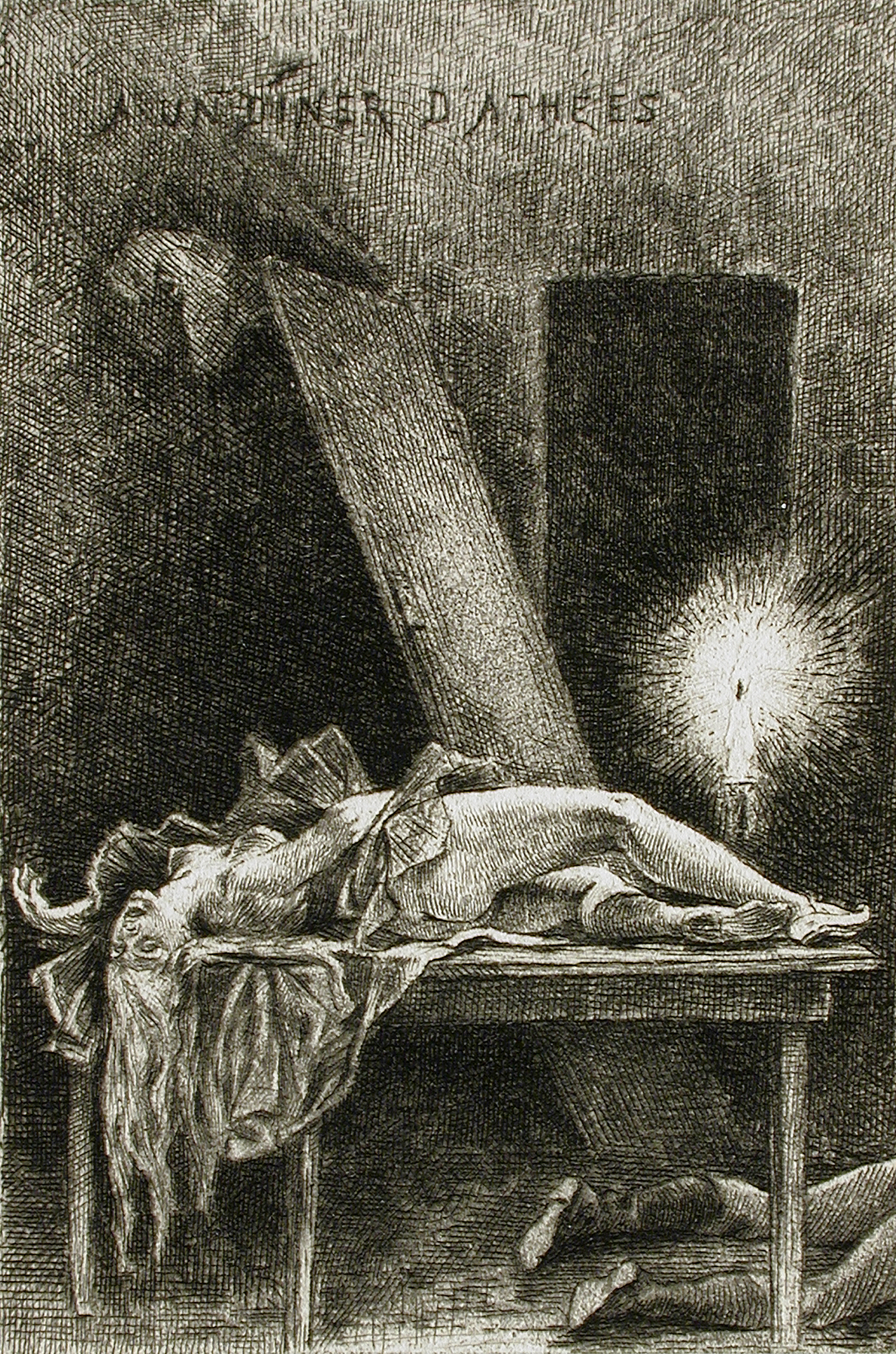
Фелисьен Ропс, На обеде атеистов, 1882—1886

Мастурба́ция (лат. manus — «рука» + turbare, turbatus — «волновать, беспокоить, вспенивать») — форма удовлетворения индивидом сексуальной потребности путём возбуждения собственных гениталий или эрогенных зон партнёра (так называемая взаимная мастурбация, при которой партнёры стимулируют друг друга, для последней есть более корректный термин — петтинг). Также известны названия онани́зм (по имени персонажа Ветхого Завета Онана), рукоблу́дие, малаки́я.
Во многих обществах циркулируют мифы о вреде и пользе мастурбации. Религиозные деятели нередко говорят о мастурбации как о грехе. В действительности умеренная мастурбация не приносит вреда, но она не может заменить сексуального партнёра.
Запрет мастурбации и запугивание детей могут привести в дальнейшем к психологическим проблемам.

## Мастурбация и общество
Отношение к мастурбации в обществе было и остаётся неоднозначным. Поскольку мастурбация встречается даже среди животных и практикуется в разнообразных человеческих обществах, естественно предполагать, что она существовала в течение всей человеческой истории. По мере развития общества увеличение разрыва между биологически обусловленным возрастом полового созревания и социально обусловленным возрастом начала половых контактов увеличивало распространённость мастурбации. При этом она по-разному воспринималась в различных культурах.
По всему миру находят доисторические наскальные рисунки, изображающие мастурбацию человека. Похоже, что ранние люди связывали сексуальность человека с изобилием в природе. В IV—III тысяч. до н. э. в Месопотамии у шумеров мастурбация, как себе, так и с партнёром, была распространённым способом для увеличения половой силы. Одно время требовалось, чтобы египетские фараоны совершали церемониальную мастурбацию в Нил. Глиняная фигурка четвёртого тысячелетия до н. э. с месторасположения храма на острове Мальта изображает мастурбирующую женщину. Однако для древнего мира более привычными были изображения мужской мастурбации.
В античной Греции и Риме мастурбация воспринималась как один из естественных способов наслаждения. Греки рассматривали мастурбацию как нормальное и здоровое замещение других форм получения полового удовольствия, видя в ней предохранительный клапан от разрушительной половой неудовлетворённости. Было придумано и изготовлялось множество видов приспособлений для мастурбации, основным из которых являлся олисбос — искусственный половой член, который мог изготавливаться из таких материалов, как дерево, кожа, глина и т. п. В искусстве и литературе Греции уделяется внимание также женской мастурбации.
Напротив, в Южной и Юго-Восточной Азии, где было распространено представление о сперме как о вместилище и источнике жизненной силы, мужская мастурбация и связанная с ней потеря спермы осуждались, поскольку считалось, что чрезмерное излияние спермы влечёт за собой развитие многих заболеваний.
Схожие представления имелись и в мусульманской культуре.
Подобные представления были связаны с мнением о происхождении семени из лимфы, которая, в свою очередь, как считалось, производится мозгом. Чрезмерное излияние спермы, таким образом, считалось способным истощить мозг и привести к развитию серьёзных болезней, в том числе психических.
В средневековом христианстве грехом считалось любое семяизвержение, не связанное с половым актом, в том числе мастурбация и поллюции. Вообще отношение к мастурбации в западной культуре неразрывно связано с библейским отрывком, описывающим «грех Онана»:

И сказал Иуда Онану: войди к жене брата твоего, женись на ней, как деверь, и восстанови семя брату твоему. Онан знал, что семя будет не ему, и потому, когда входил к жене брата своего, изливал на землю, чтобы не дать семени брату своему. Зло было пред очами Господа то, что он делал; и Он умертвил и его.
— Быт. 38:8—10
Современные интерпретаторы считают, что в данном отрывке описывается не мастурбация, а прерванный половой акт, а грехом является нарушение закона, по которому деверь должен был стать отцом ребёнка овдовевшей невестки.
Однако именно этот текст в начале XVIII века стал источником названия «онанизм», которое было введено в обиход в 1716 году в анонимной брошюре Onania, распространявшейся в г. Лондоне и повествовавшей об ужасном грехе «самозагрязнения», влекущем импотенцию, гонорею, эпилепсию и растрату способностей, а также в опубликованном в 1760 году труде врача из Лозанны Тиссо L’Onanisme. Тиссо явился пионером медицинских исследований мастурбации, обосновав, исходя из господствовавших тогда в медицинской науке представлений, вред мастурбации. Он связал с избыточным излиянием спермы такие расстройства, как импотенция, слепота, психическое и физическое истощение. Болезнью признавались и непроизвольные поллюции. Хотя уже в те годы публиковались работы, говорящие о безвредности мастурбации, в том числе работа J.Hunter (1786), обществом, в котором была принята пуританская культура, была воспринята именно теория Тиссо, поддержанная такими известными «властителями дум», как Вольтер и Кант.
Так, Кант рассматривал мастурбацию как нарушение закона морали. В своём труде «Метафизика морали» (1797), рассуждая о мастурбации, он пишет, что «такое неестественное употребление (которое таким образом превращается в злоупотребление) своих половых способностей является нарушением обязательств человека перед самим собой и определённо является в высшей степени аморальным». Кант считал мастурбацию грехом более страшным, чем самоубийство, поскольку последнее требует смелости, а мастурбация не представляет собой ничего, кроме отбрасывания человеком своей личности в угоду животной потребности.

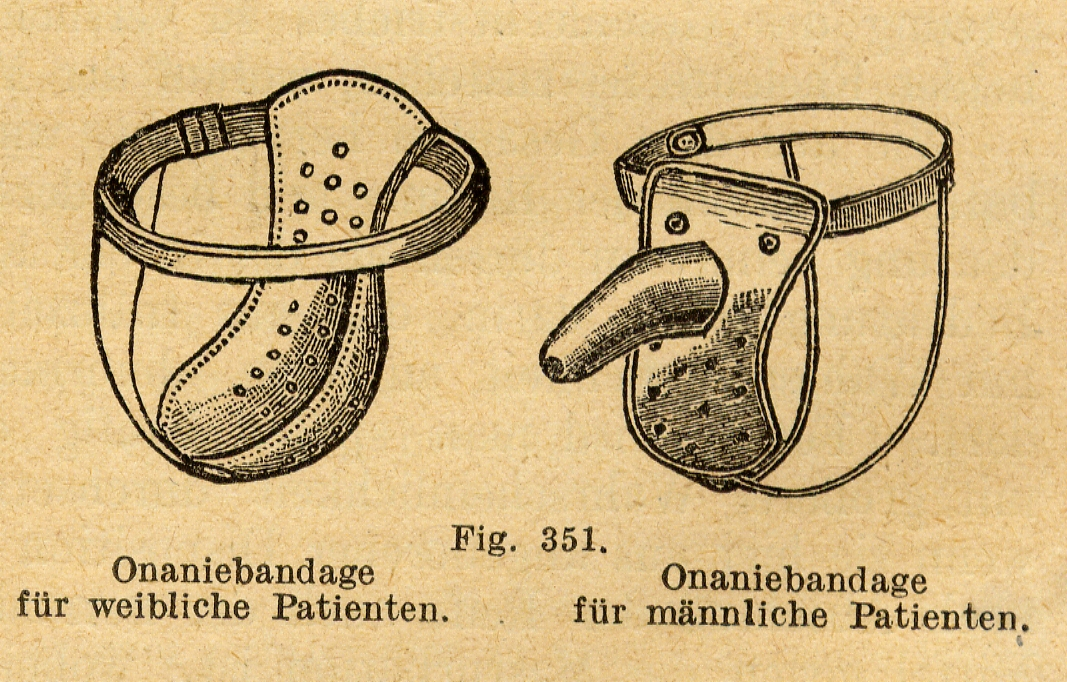
Противомастурбационные приспособления (бандажи) для мальчиков и девочек

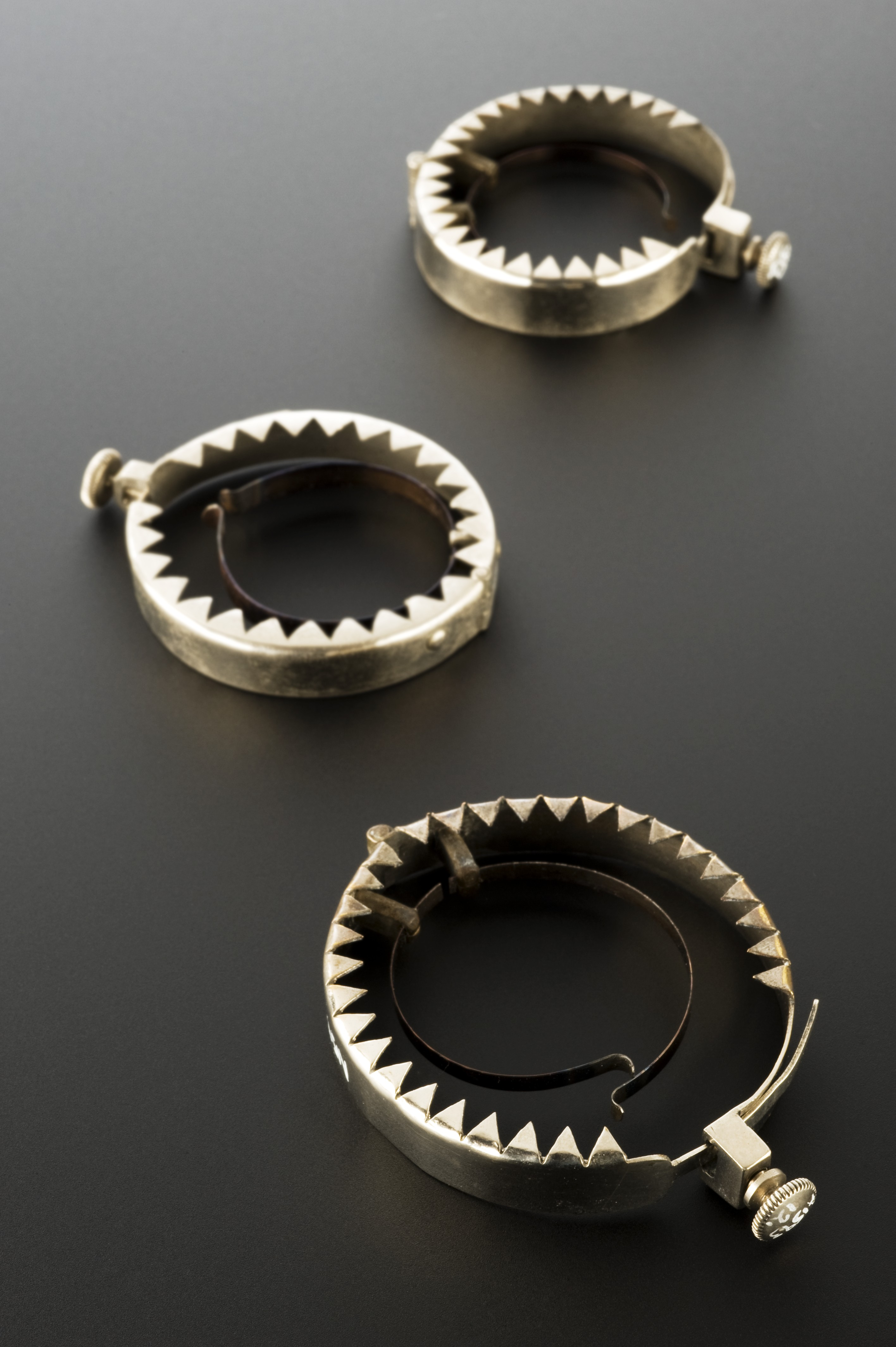
«Югумский пенис» (или «кольцо загрязнений»), разработанный в XVIII веке, прикреплялся к пенису, чтобы предотвратить его нежелательную эрекцию

В XIX веке представления о вреде мастурбации оказались общепринятыми как в медицине, так и в обществе в целом. Медики (включая пионеров сексологии) считали, что мастурбация влечёт формирование сексуальных девиаций и моральных отклонений, а также психических расстройств. Родители стали усиленно наблюдать за детьми, стараясь не допустить вредных мастурбаторных проявлений. Для предотвращения и «лечения» мастурбации использовались различные методы. Рекомендовалось кроить штаны для мальчиков таким образом, чтобы гениталии нельзя было потрогать, засунув руку в карман; школьные парты конструировались таким образом, чтобы ученики не могли скрещивать ноги во время занятий, а девочкам запрещалось ездить верхом и на велосипеде, так как эти виды активности признавались слишком похожими на мастурбацию. Мальчики и подростки, которые продолжали предаваться мастурбации, получали клеймо «слабоумных» Предлагались различные «лекарства» от мастурбации, начиная от специальных не содержащих мяса диет и заканчивая постоянным ношением особых приспособлений, призванных не допустить эрекции и исключить контакт рук и половых органов, «лечения» кастрацией, электрошоком, прижиганием клитора и уретры раскалённым железом и т. д.
Позже эти методы сменились психологическим воздействием: подросткам, уличённым в занятии мастурбацией, сулили слепоту, рост волос на ладонях, потерю пениса и т. д.; несмотря на то, что современной медициной доказано отсутствие вреда мастурбации, в обществе эти предрассудки продолжают оставаться распространёнными, что вызывает чувство вины у подростков, занимающихся мастурбацией, приводит к их невротизации.
В то же время в XVIII—XIX веке мастурбация использовалась в качестве метода лечения от возникавшего у женщин предположительно болезненного состояния истерии (от др.-греч. ὑστέρα — «матка»). Для этого использовались прототипы современных вибраторов и растирание половых органов кремами, которые в расчёте на эффект плацебо объявлялись целебными.
Отношение к мастурбации начало меняться лишь в начале XX века. В 1897 г. Генри Хэвлок Эллис в своей основополагающей работе «Исследование психологии половых отношений» (англ. Studies in the Psychology of Sex) подверг сомнению положения Тиссо, перечислив знаменитостей того времени, которые занимались мастурбацией, и на основе более новых исследований опроверг утверждения о том, что мастурбация способна вызывать болезни, указанные Тиссо. «Мы пришли к выводу,— писал Эллис, — что умеренная мастурбация не вызывает у здоровых индивидов хорошего происхождения никаких существенных последствий, вредных для здоровья». Заслуга Генри Хэвлок Эллиса состоит в разделении занятий мастурбацией на умеренные, без явных неблагоприятных последствий, и неумеренные, как явно вредные.
В 1922 году австрийский психоаналитик Вильгельм Райх в эссе «О конкретных видах мастурбации» сделал попытку выделить здоровые и нездоровые формы мастурбации; при этом он пытался связать используемые способы мастурбации со степенью влечения к противоположному полу и наличием психосексуальных патологий.
Зигмунд Фрейд считал, что каждый нормальный ребёнок экспериментирует с различными типами аутоэротической сексуальной стимуляции и что не существует никакой связи между аутоэротизмом и любыми формами расстройств умственной деятельности (вопреки тому, что говорили учёные викторианской эпохи). Мастурбация и иные формы ухудшения способности контролировать своё сексуальное влечение могут рассматриваться скорее как симптом таких расстройств, нежели их причина.
Позднейшие социологические и сексологические исследования подтвердили широкую распространённость мастурбации (см. ниже) и отсутствие каких-либо серьёзных негативных последствий умеренной мастурбации.

### Религиозные взгляды на мастурбацию
Многие религии мира декларируют определённое отношение к мастурбации, от полного её неприятия до её поощрения с целью достижения большей одухотворённости (тантрическая сексуальность, даосские сексуальные практики). Буддизм определяет занятия мастурбацией как неправильные. Христианство, в том числе католицизм и православие, считает мастурбацию грехом.

### Мастурбация и право
В мировой истории мастурбация нередко преследовалась правовыми методами. Так, в принятом в XVII веке своде законов пуританской колонии Нью-Хейвен, штат Коннектикут, «богохульцы, гомосексуалисты и онанисты» наказывались смертной казнью.
Сегодня мастурбация запрещена в Саудовской Аравии и Индонезии.

## Влияние на здоровье

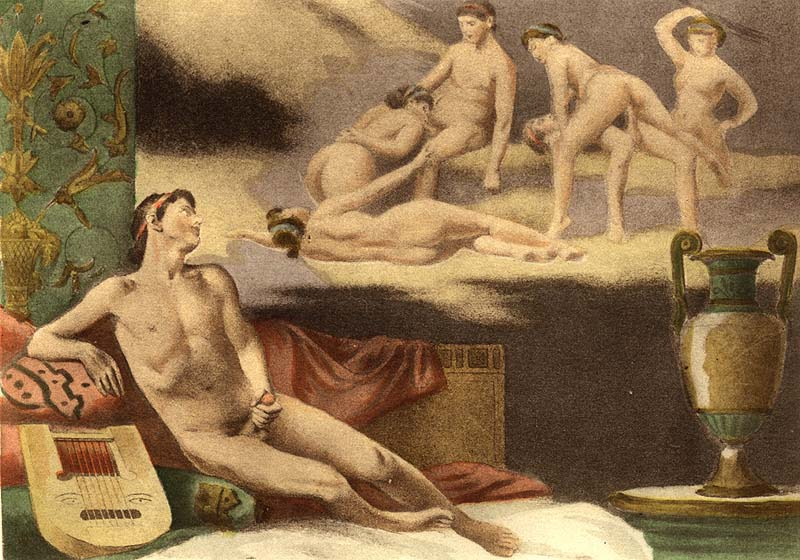
Мастурбация. Картина Эдуара-Анри Авриля

С точки зрения современной медицины мастурбация не является отклонением от нормы ни у подростков, ни у взрослых, половозрелых людей, не наносит вреда организму ни с биологических, ни с социальных позиций. Установлено, что подростковая мастурбация не препятствует завязыванию сексуальных контактов, не влияет на будущую половую жизнь, не связана с формированием девиантной сексуальности (хотя и отмечается, что стереотипы мастурбаторных фантазий закрепляются в подсознании человека и могут влиять на выбор партнёров и предпочитаемые способы сексуального удовлетворения).
Проявления мастурбаторной активности отмечаются на протяжении всей жизни человека с самого раннего детства. Первым психосексуальным механизмом получения удовольствия для младенца становится сосание материнской груди. Позже, с развитием мускульной активности и нервной системы, ребёнок начинает получать удовлетворение путём раздражения гениталий, то есть мастурбации.
Описаны случаи мастурбации у детей в возрасте от 7 месяцев до 2 лет, как правило, в форме трения половых органов о различные предметы. Мастурбация в детском возрасте с точки зрения медицины является нормальным этапом половой социализации; в более позднем возрасте воспоминания о ней вытесняются в подсознание, влияя на становление сексуальности. Чрезмерное стремление к мастурбации на этом этапе обычно служит признаком недостаточности физических и эмоциональных контактов ребёнка с близкими.
Многие психиатры полагают, что занятие мастурбацией способно облегчить состояние депрессии, стресса и ведёт к повышению самооценки. Мастурбация может выступать фактором, гармонизирующим отношения, в которых существует дисбаланс в сексуальных потребностях партнёров, позволяя одному из партнёров сбросить сексуальное напряжение. Кроме того, мастурбация в ходе сексуальных контактов позволяет лучше понять предпочтения партнёра, выявить местоположение его эрогенных зон и предпочтительные способы стимуляции.
В 2003 году команда австралийских исследователей под руководством Грэхама Гайлза (англ. Graham Giles) пришла к выводу, что частая мастурбация позволяет предотвратить развитие у мужчин рака предстательной железы, являясь при этом более безопасной, чем частые сексуальные контакты с женщинами. Другие исследования ставят этот вывод под сомнение, указывая, что положительное влияние может существенно зависеть от возраста и частоты мастурбации: так, мужчины в возрасте от 20 до 40 лет, мастурбировавшие от 2 до 7 раз в неделю, оказались более подвержены риску развития рака предстательной железы; с другой стороны, мастурбация один раз в неделю снижает риск развития рака у мужчин старше 50 лет.
Исследование 1997 года выявило обратную зависимость между смертностью от коронарной болезни сердца и частотой оргазмов, несмотря даже на то, что сексуальная активность может вызвать ишемическую болезнь сердца и инфаркт миокарда.
Половая активность (в частности, мастурбация) могут влиять на кровяное давление в стрессовых ситуациях: у людей, недавно занимавшихся сексом или мастурбацией, в стрессовой ситуации кровяное давление поднималось не так сильно, как у контрольной группы; при этом мастурбация оказывала меньший эффект, чем недавнее половое сношение.
Несмотря на то, что при мастурбации зачатие невозможно (если не происходит контакта спермы мужчины со влагалищем женщины), переживание женщиной оргазма в промежутке времени от 1 до 45 минут после попадания спермы во влагалище увеличивает вероятность зачатия; таким образом, мастурбация после полового акта может увеличить вероятность наступления беременности. Кроме того, при мастурбации у женщин может увеличиваться кислотность цервикальной слизи и происходить очистка шейки матки, что может способствовать профилактике цервикальной инфекции.
У мужчин мастурбация способствует удалению из половых путей старой спермы с низкой подвижностью. Следующий эякулят будет содержать более свежую сперму, что также может увеличить шанс зачатия.
Мастурбация (в том числе взаимная и групповая) также рассматривается некоторыми сексологами и активистами как способ половой жизни, не влекущий риска распространения заболеваний, передающихся половым путём, а также риска беременности; несмотря на это, попытки включить сведения о безвредности мастурбации и возможных способах её осуществления в программы полового просвещения наталкиваются на сопротивление со стороны консервативных кругов. Так, Джослин Элдерс, которая была главным врачом службы здравоохранения США в администрации Билла Клинтона, была снята с должности после того, как заявила о том, что мастурбация является здоровой практикой и должна быть включена в образовательные курсы.
Иногда, как и во время коитуса, во время мастурбации люди могут наносить вред своему телу, производя повреждения чрезмерными усилиями и неаккуратным использованием вспомогательных предметов (например, перелом полового члена у мужчин или механические повреждения слизистых у женщин).
Существует редкий синдром, при котором оргазм вызывает недомогание в следующие несколько часов или дней — POIS (англ. postorgasmic illness syndrome).

### Влияние на здоровье отказа от мастурбации

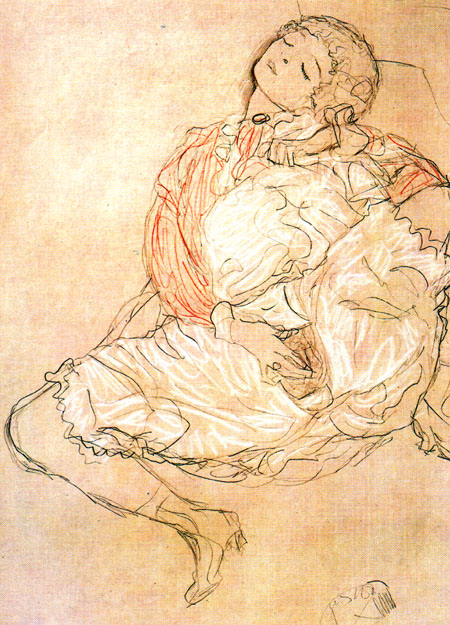
Густав Климт, мастубирующая женщина, 1913

У мужчин, не имеющих половых партнёров и категорически отказывающихся от мастурбации, могут не происходить поллюции, что приводит к застойному простатиту, иначе называемому «простатит священников». Такой простатит с трудом поддаётся лечению, при лечении применяется массаж простаты.

### Навязчивая мастурбация
Встречаются случаи, когда акт мастурбации осуществляется достаточно часто, а сама мастурбация превращается в привычку. Навязчивое стремление к мастурбации может являться признаком наличия расстройств умственной деятельности, однако чаще всего такая мастурбация является способом развеять скуку или снять стресс. В таких ситуациях более продуктивным подходом является борьба с причинами скуки или стресса, а не попытки добиться прекращения мастурбации. При этом сама по себе частая мастурбация не является вредной с физиологической, умственной или эмоциональной точки зрения.
Открытым в науке является вопрос о возможности формирования у человека сексуальной зависимости. В некоторых случаях стремление к сексуальной активности может негативно влиять на повседневную активность человека или ставить его в рискованное положение (например, связанное с занятием незаконными или деструктивными сексуальными практиками). Частая и навязчивая мастурбация может быть признаком наличия сексуальной зависимости.

### Мифы о мастурбации
Мифы о мастурбации основаны на человеческих страхах. В американском социальном контексте мастурбация относится к самоистязаниям.
Наиболее распространённые мифы о вреде мастурбации, не соответствующие действительности:
1. якобы мастурбация вызывает рост волос на руках;
2. якобы мастурбация вызывает заболевания кожи;
3. якобы мастурбация вызывает бесплодие и болезни половых органов.

Остальные мифы и их разоблачение:
- достаточно частая мастурбация якобы развивает дегенеративное состояние, причём не только у мужчины, но и у его потомства;
- якобы женщины, использующие вибратор и другие секс-игрушки для мастурбации, не могут достигнуть оргазма с партнёром; верно только то, что при стимуляции клитора вибратор позволяет женщине быстрее достичь оргазма; более того, исследования выявили, что занимающиеся мастурбацией женщины чаще достигают оргазма в сексе с партнёром, чем не мастурбирующие;
- якобы для мастурбации женщины вставляют что-то во влагалище, чтобы имитировать проникновение полового члена мужчины; на самом деле так делают немногие женщины, большинство стимулирует клитор;
- якобы ранняя детская мастурбация свидетельствует о болезненной гиперсексуальности; в действительности мастурбация задолго до полового созревания и во младенчестве вполне нормальна;
- якобы слишком частая мастурбация крайне вредна для здоровья; на самом деле слишком большая частота мастурбации повышает только риск раздражения кожи, её повреждения и аллергических реакций при использовании смазочных материалов и секс-игрушек, в действительности мастурбация является формой безопасного секса;
- якобы мастурбация снижает выносливость и спортивные результаты; в реальности она не влияет на них, если только не мастурбировать до изнеможения;
- якобы мастурбация вызывает преждевременную эякуляцию; на самом деле мастурбация может как уменьшить, так и увеличить продолжительность полового акта — если при мастурбации мужчина быстро достигает оргазма, он также быстро будет и при партнёрском сексе, если мастурбирует медленно — половой акт в паре у него будет также долгим;
- якобы мастурбация вызывает эректильную дисфункцию; в действительности мастурбация тренирует мышцы и снижает риск эректильной дисфункции.

В современном мире многие люди верят во вред мастурбации. В частности, женщины стыдятся мастурбации и не занимаются ей. Более того, многие специалисты по здоровью верят в эти мифы и в настоящее время.
В действительности мастурбация 2−3 раза в неделю и даже ежедневная не приносит вреда. Мастурбация при наличии постоянного сексуального партнёра также безвредна, например, в случае несоответствия сексуальных темпераментов.
Вера в мифы о мастурбации стала побудительной причиной, благодаря которой Джон Келлог разработал несладкие кукурузные хлопья, а Сильвестер Грэм — несладкие крекеры.

### Факты о мастурбации

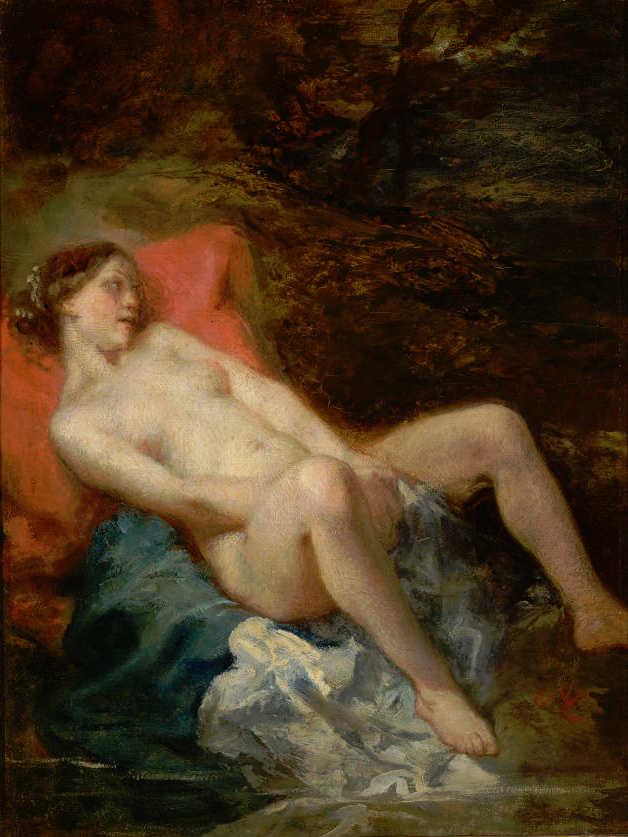
Октав Тассар, Лежащая нимфа

По оценкам исследователей, около 95 % мужчин и 89 % женщин мастурбировали хотя бы раз в жизни.
Частота мастурбации коррелирует с наличием сексуального партнёра, гомосексуальностью, мужским полом (мужчины мастурбируют чаще, чем женщины), высоким уровнем образования. Представители негроидных рас мастурбируют меньше, чем другие расовые группы, пожилые — реже молодых, атеисты — больше, чем христиане.
Мастурбация помогает справиться с головными болями, уменьшить стресс, нормализовать сон, в итоге улучшает работу иммунной системы. Выполняемая во время месячных мастурбация способна помочь женщинам уменьшить менструальные спазмы.
Мастурбация способна стать проблемой для человека только в случае, когда она мешает его жизнедеятельности и социальным обязанностям, в этом случае требуется визит к сексологу.

## Детская и подростковая (взрослая) мастурбация
Большинство исследований и опросов (в том числе и в сети интернет) показывает, что можно выделить два возрастных вида мастурбации: детская (допубертатная) и подростковая (пубертатная), последняя не отличается от взрослой.

### Детская (допубертатная) мастурбация
Детская мастурбация начинается с самого раннего возраста. Так, Стронг и соавторы в книге «Сексуальность человека: Ширина диапазона в современной Америке» отмечают, что иногда совсем юные девочки ритмично, порой с силой, движут свои тела, явно испытывая оргазм. Итальянские гинекологи Джорджо Джорджо и Марко Сикарди с помощью ультразвука наблюдали плод женского пола, мастурбирующий до оргазма.
Такая мастурбация не связана с половым влечением. Мастурбация в этот период в основном является адаптивно-компенсаторным механизмом получения положительных эмоций и ощущений при стрессах и других психофизических и эмоциональных дискомфортных состояниях. Сама по себе детская мастурбация не является чем-то плохим или вредным. Частая (интенсивная) мастурбация может свидетельствовать о неблагополучии в нервной системе ребёнка, также иногда может быть вызвана физиологическими причинами.
Адаптивно-компенсаторный характер мастурбации проявляется тем, что она служит:
- непосредственным источником удовольствия;
- способом разрядки эмоционального и физического напряжения;
- носит характер аутогипноза;
- способствует успокоению;
- является самостимулирующим психотехническим приёмом, способом релаксации, ослабления боли, отгорожения от сверхсильных раздражителей.

#### Возраст и детская мастурбация
Дети могут заниматься мастурбацией в любом возрасте:
- до 2 лет дети просто изучают свои половые органы наряду с другими частями тела;
- после 2 лет ребёнок начинает мастурбировать с целью получения удовольствия;
- в 3—4 года ребёнок осознаёт предосудительность мастурбации в глазах взрослых и стремится получить удовольствие даже через запрет. Когда он прячется, трогая свои половые органы, — это означает, что он достаточно развит и понимает интимность таких действий;
- в 6 лет ребёнок окончательно усваивает установки морали и понимает неприличность мастурбации. В силу стремления быть послушным (заслужить похвалу) прекращает мастурбировать либо делает это эпизодически в условиях секретности;
- в 9—10 лет ребёнок в процессе развития сексуальности заново или впервые открывает для себя самоудовлетворение. Это подходящее время для просвещения в вопросах, связанных с половыми органами и половой жизнью.

### Подростковая (взрослая) мастурбация
Мастурбация, связанная с началом полового созревания (пубертатом), появляется в возрасте 10—15 лет.
В 2004 г. журнал «Нау» г. Торонто охватил обследованием половых предпочтений неуточнённое количество женщин-респондентов по их собственному желанию. Результаты показали, что 55 % женщин начали занятие мастурбацией в возрасте между 10 и 15 годами. Нередко мастурбация начиналась гораздо раньше: у 18 % уже к своему десятилетию, а у 6 % уже при достижении шестилетия.

## Распространённость мастурбации
Существует множество частных оценок распространённости мастурбации в разных странах и социальных группах. Так, по классическим данным из отчётов сексолога Альфреда Кинси, когда-либо мастурбировали 93 % мужчин и 62 % женщин. Другие исследования дают схожие показатели: в молодом и зрелом возрасте мастурбируют 80—90 % мужчин и 60—70 % женщин. Так, проведённый в Великобритании на основе метода случайной выборки опрос показал, что 95 % мужчин и 71 % женщин мастурбировали в какой-то момент своей жизни; 73 % мужчин и 37 % женщин сообщили о мастурбации в течение четырёх недель перед принятием участия в обследовании; 53 % мужчин и 18 % женщин сказали, что занимались этим в предыдущие семь дней. Проведённый в 2008 году производителем женского нижнего белья «Gossard» опрос 1000 британских женщин дал ещё более высокие результаты: 92 % из охваченных женщин в возрасте от 18 до 30 лет мастурбировали, причём 2/3 из них — не реже трёх раз в неделю.
Показатели несколько ниже в странах с консервативной культурой, однако это может объясняться тем, что не все опрошенные сочли возможным признаться в совершении подобных действий. При этом достаточно велик процент тех, кто считает мастурбацию вредной: в бедных районах с низким уровнем образования и сексуального просвещения таких 50—60 % (Сантьяго, Чили, общины бедняков), в более развитых странах и среди более образованного контингента опрошенных — от 10 % (Южная Корея) до 30 % (Индия).
По данным российских исследований начала XXI века, возраст начала мастурбации составляет 14 лет для девушек и 13 лет для мальчиков. Мастурбация присуща как молодым, так и пожилым людям: ею занимаются около 50 % пожилых мужчин и 30 % пожилых женщин.
Согласно недавно[когда?] опубликованным обзорам, в США около 55 % подростков тринадцатилетнего возраста (как юношей, так и девушек) мастурбируют. К пятнадцати годам численность мастурбирующих подростков достигает уже 80 %. Среди взрослых американцев 90 % мужчин и 65 % женщин практикуют мастурбацию. Любопытно, что при такой распространённости мастурбации около половины всех мастурбирующих подростков и взрослых испытывают озабоченность и чувство стыда по поводу такого вида сексуального поведения.
Около 3 % от общего числа как мужчин, так и женщин во время мастурбации используют стимулирование ануса руками и подручными предметами. Бисексуальные и гомосексуальные фантазии имеются у 20 % мастурбирующих девушек и 13,5 % юношей, при этом такие лица, как правило, мастурбируют чаще имеющих строго гетеросексуальные фантазии.
Также частота мастурбаций зависит от возраста: женщины со временем начинают мастурбировать чаще, а мужчины — реже. Так, упомянутое выше исследование журнала «Нау» города Торонто выявило, что частота занятий мастурбацией снижалась по достижении возраста 17 лет. Многие мужчины в возрасте от 20 до 30 лет, а иногда и более старшем, мастурбируют ежедневно или чаще. С возрастом частота мастурбации уменьшается: постепенно у мужчин, более резко у женщин. Если женщины в возрасте 13—17 лет, по данным этого исследования, мастурбировали в среднем почти ежедневно, то взрослые женщины мастурбировали только 8—9 раз в месяц (у взрослых же мужчин частота достигает 18—22 раз в месяц).
Также утверждается о наличии связи между частотой мастурбации и наличием у женщины регулярных половых отношений с мужчинами. В целом же, вопреки бытующему в обществе представлению, регулярная половая жизнь не уменьшает частоты мастурбации, так как мастурбация зачастую является важной составной частью половых отношений. Некоторыми исследованиями выявлена положительная зависимость между частотой мастурбации и половых сношений; одним из исследований было также выявлено, что частота мастурбации выше у мужчин и женщин, находящихся в гомосексуальных отношениях.
На частоту мастурбации может влиять, например, просмотр эротических и порнографических фильмов. Так, в исследовании, проведённом американским центром планирования семьи, было установлено, что студентки колледжа, просмотревшие откровенный фильм, который затрагивает женскую мастурбацию, стали мастурбировать значительно чаще, чем контрольная группа, фильма не смотревшая, однако обследованные женщины не сообщили о каком-либо влиянии просмотра этого фильма на их сексуальные предпочтения и поведение.

## Способы (техники) мастурбации

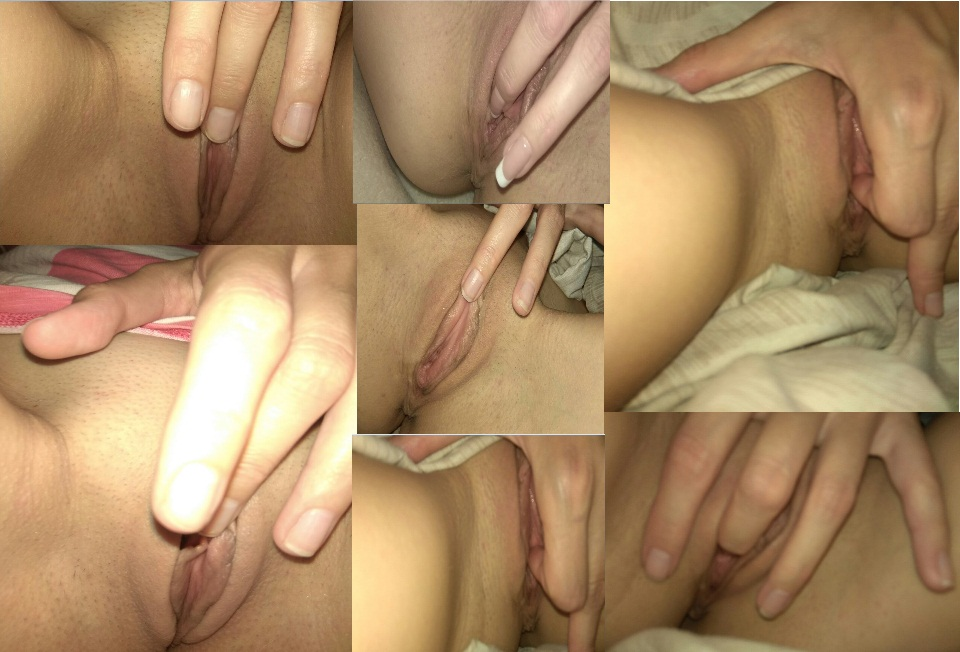
Женская мастурбация — стимуляция наружных половых органов, клитора, влагалища

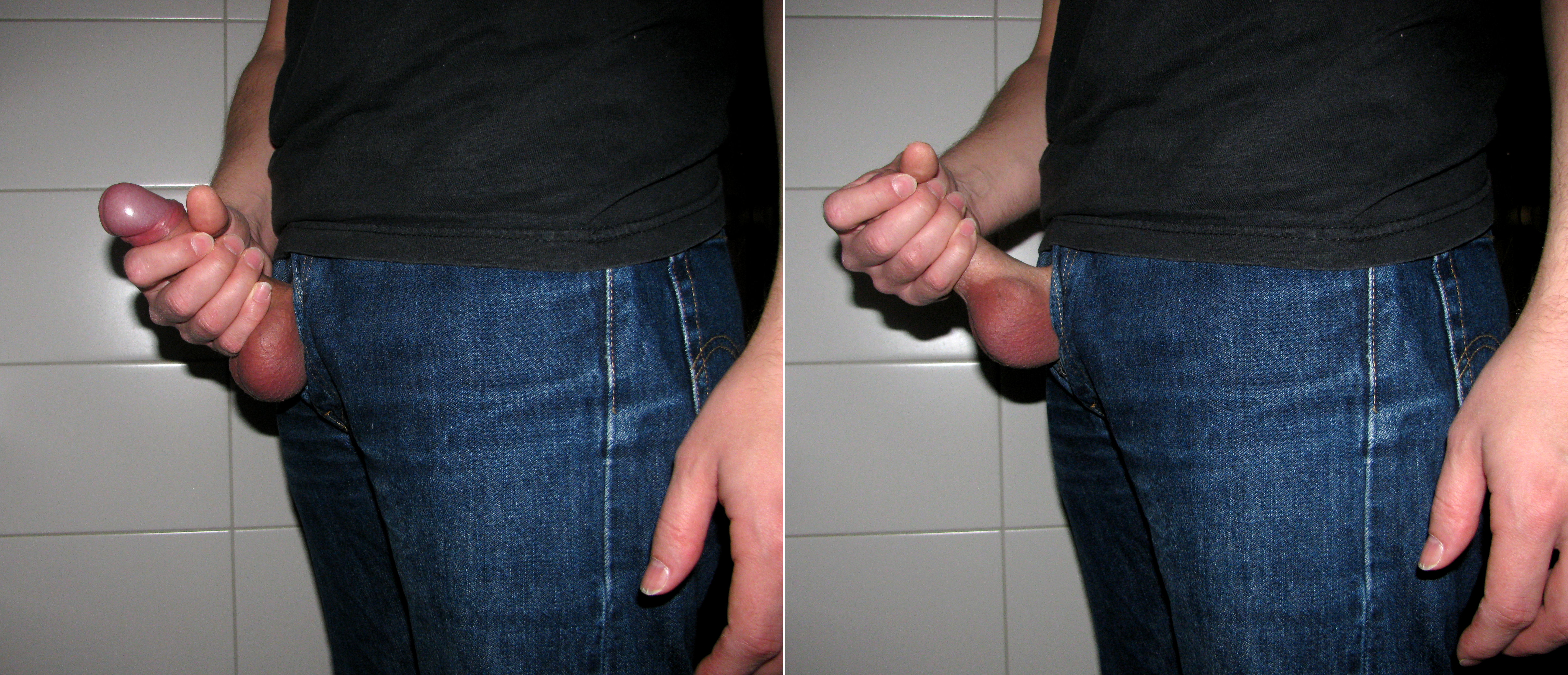
Мужская мастурбация — стимуляция полового члена

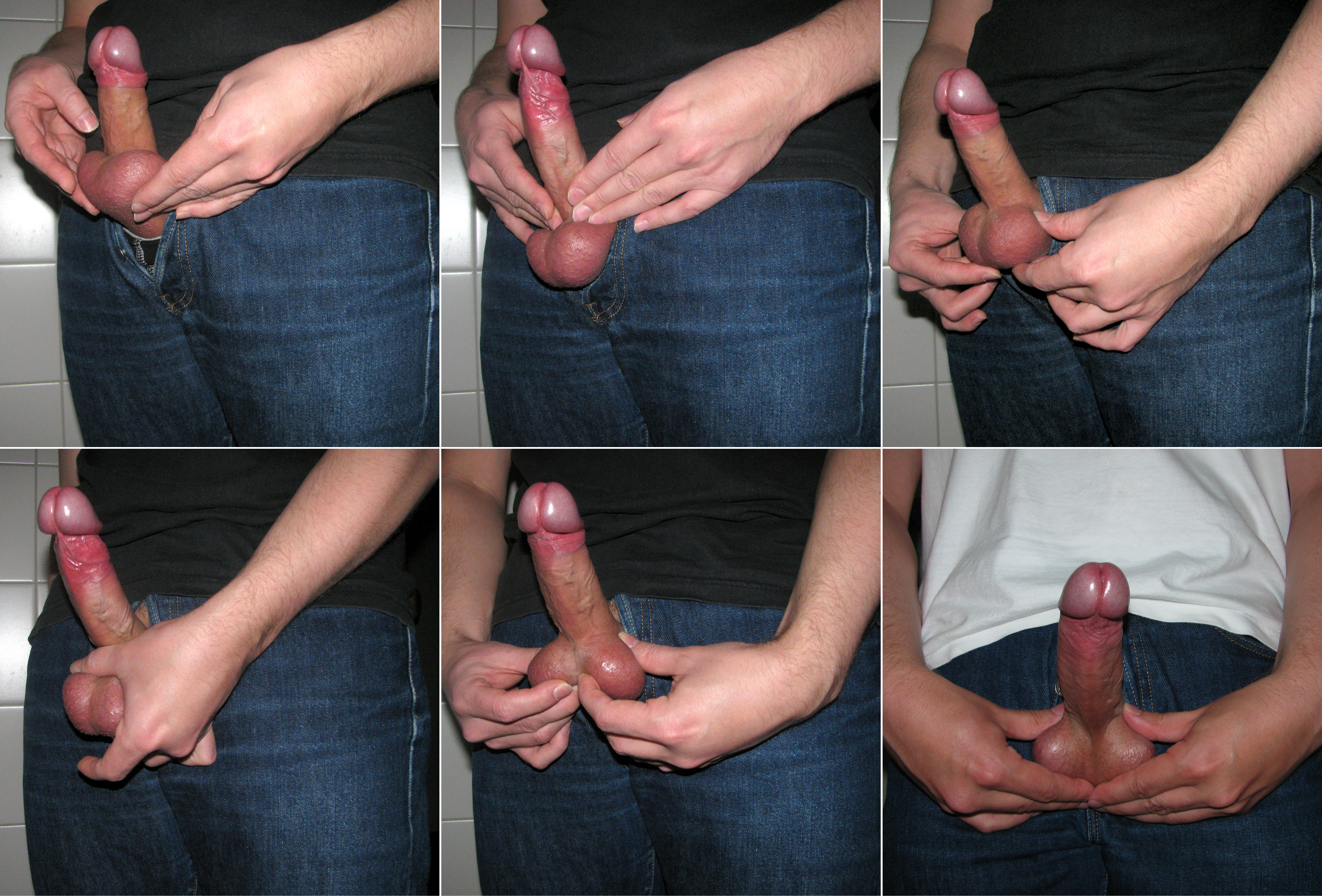
Мужская мастурбация путём стимуляции мошонки и яичек

В основном мастурбация связана с раздражением так называемых безусловных эрогенных зон, к которым относятся гениталии. При этом различают генитальную и анальную формы мастурбации.
- У мужчин генитальная мастурбация зависит от многих факторов и персональных предпочтений, и часто различается у обрезанных и необрезанных. Существует несколько способов, но в большинстве случаев мастурбация сводится к возвратно-поступательным движениям руки, охватывающей половой член, до наступления оргазма и эякуляции. Скорость движения руки зависит как от индивидуума, так и от степени и стадии возбуждения, и обычно перед эякуляцией увеличивается. Часто при мастурбации другой рукой может производиться ласкание яичек, промежности, внутренней поверхности бёдер, ягодиц или сосков груди и других вторичных эрогенных зон. Также при онанизме может использоваться смазка: вазелин, любриканты, масло.
- У женщин мастурбация чаще всего осуществляется путём воздействия на наружные половые органы, клитор, влагалище, или на задний проход. Генитальная мастурбация производится обычно путём стимуляции клитора (пальцем, водяной струёй, электромассажёром, сжатием бёдер) и/или путём стимуляции половых губ и входа во влагалище либо стенок и дна влагалища и области наружного отверстия шейки матки (введением пальца, дилдо либо другого предмета). При этом другая рука может ласкать грудь, живот, внутреннюю поверхность бёдер, промежность, ягодицы и другие вторичные эрогенные зоны.
- Анальная мастурбация осуществляется у обоих полов путём ласк анального отверстия и заднепроходного канала, вводя в прямую кишку палец, дилдо или другие предметы, жидкости и газы, либо же путём попеременного сжатия и расслабления мышц ануса. При этом индивид может одновременно ласкать вторичные эрогенные зоны. Такая мастурбация может приводить к возникновению ссадин в области заднего прохода, повреждений слизистой оболочки. Используемые для мастурбации предметы иногда застревают в прямой кишке, и для их извлечения может потребоваться медицинское вмешательство. Введение в задний проход крупных предметов, а также фистинг могут приводить к перфорации прямой кишки, разрывам слизистой оболочки и прочим травмам, являющимся опасными для жизни. Анальная и генитальная мастурбации могут осуществляться одновременно.
- К мастурбации относится также оральная стимуляция собственных гениталий (аутофелляция у мужчин и аутокуннилингус у женщин). Встречается довольно редко ввиду того, что физически сложна в осуществлении.
- Опасным видом мастурбации является аутоасфиксиофилия, при которой для усиления ощущений от стимуляции гениталий используется ограничение доступа воздуха в лёгкие путём применения удавок или других приспособлений. По оценкам специалистов, ежегодно в США наблюдается от 200 до 1000 случаев смертей, связанных с подобной активностью[61].

Мастурбация может сопровождаться определёнными ритуалами, индивидуальными для каждого человека и включающими обстановку комнаты, определённые сценарии осуществляемых действий. В редких случаях такие ритуалы могут быть весьма изощрёнными и продолжительными (это присуще в основном лицам с садомазохистскими наклонностями).
Мастурбация может носить также меркантильный (связанный с проституцией или извлечением дохода из донорства спермы) или медицинский характер (для лечения проблем с внутренними органами малого таза или судебно-медицинских исследований).
Специализированные эротические предметы, которые могут применяться при мастурбации:

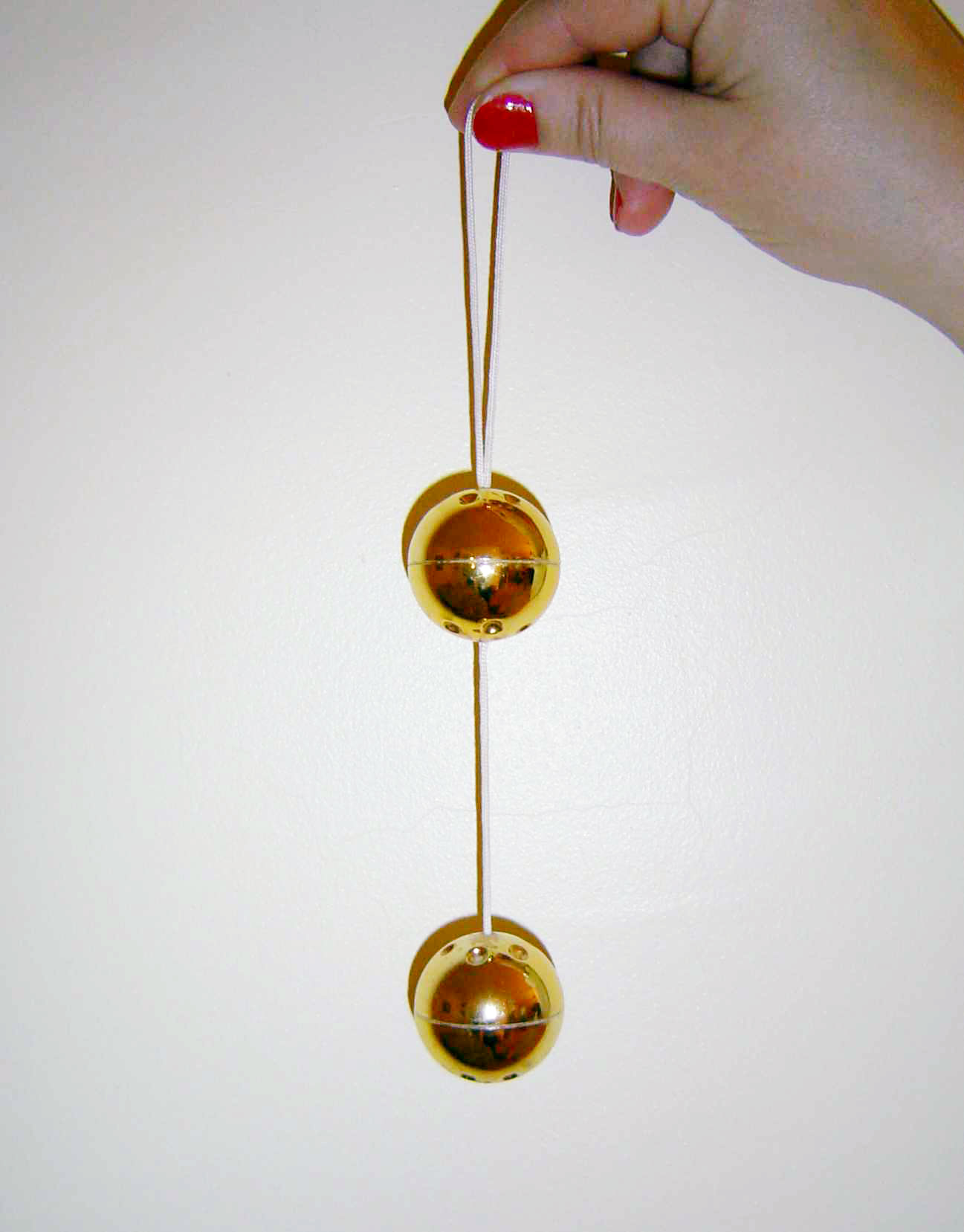
Вагинальные шарики
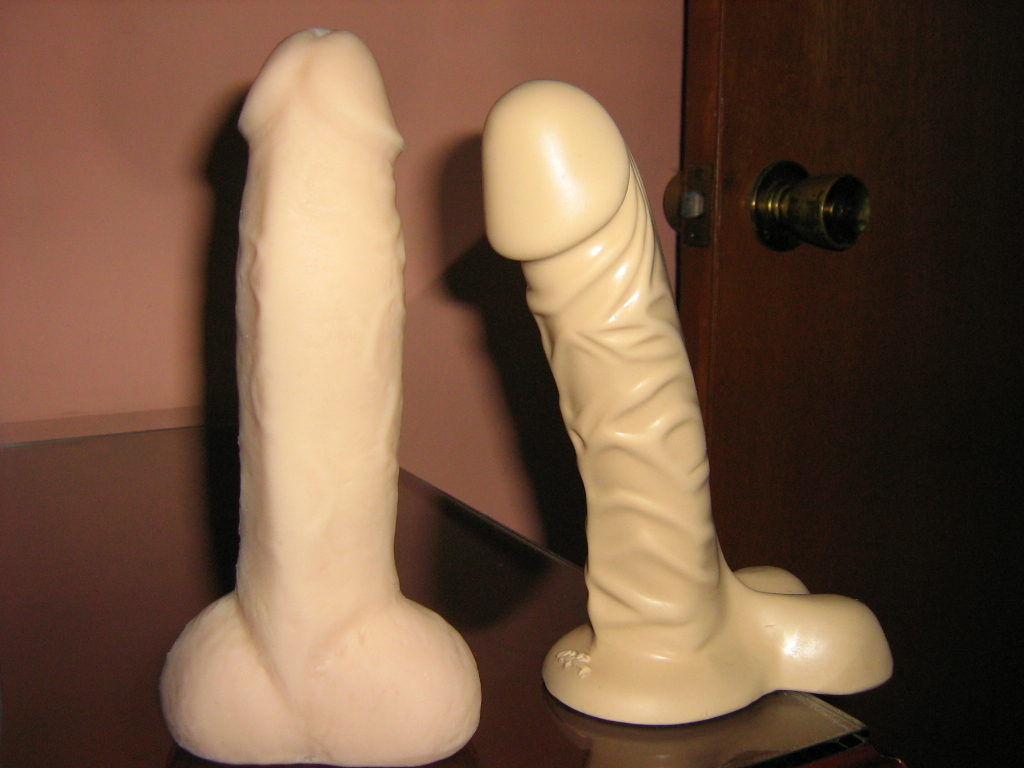
Фаллоимитатор
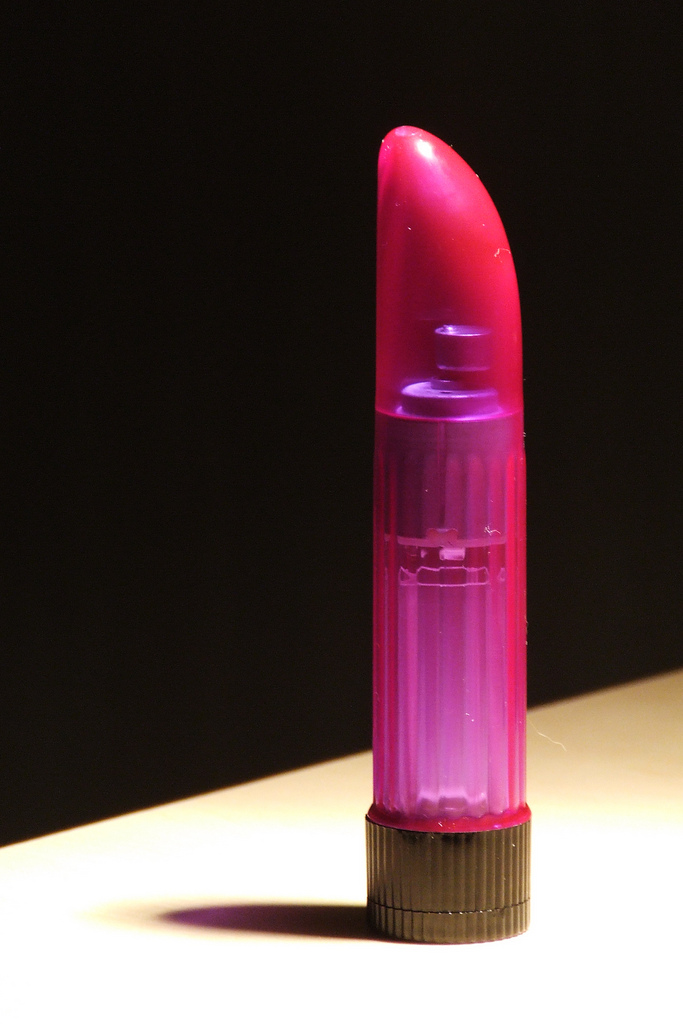
Вибратор
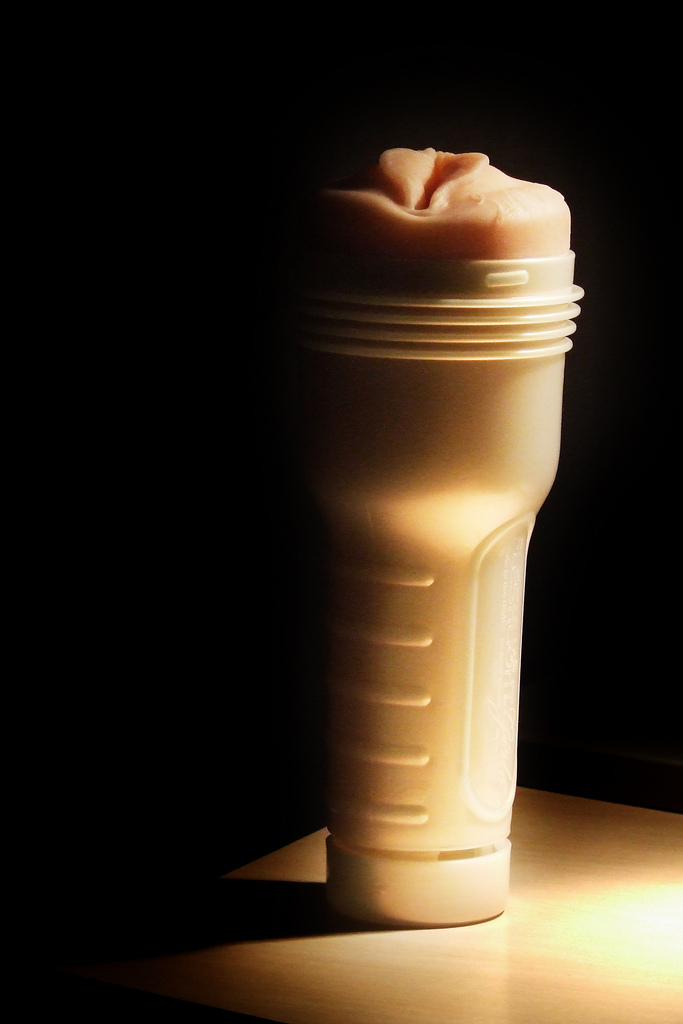
Мастурбатор
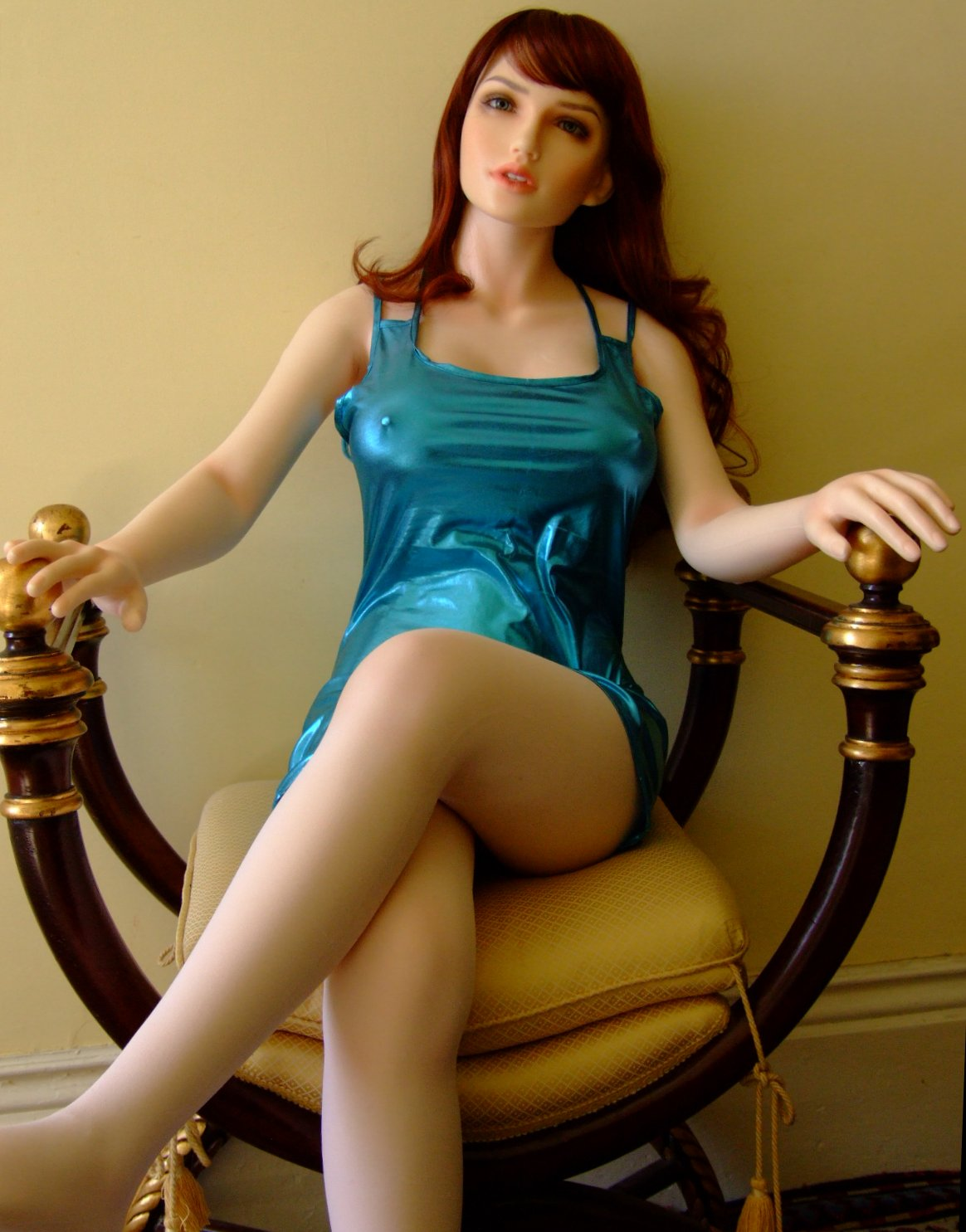
Секс-кукла
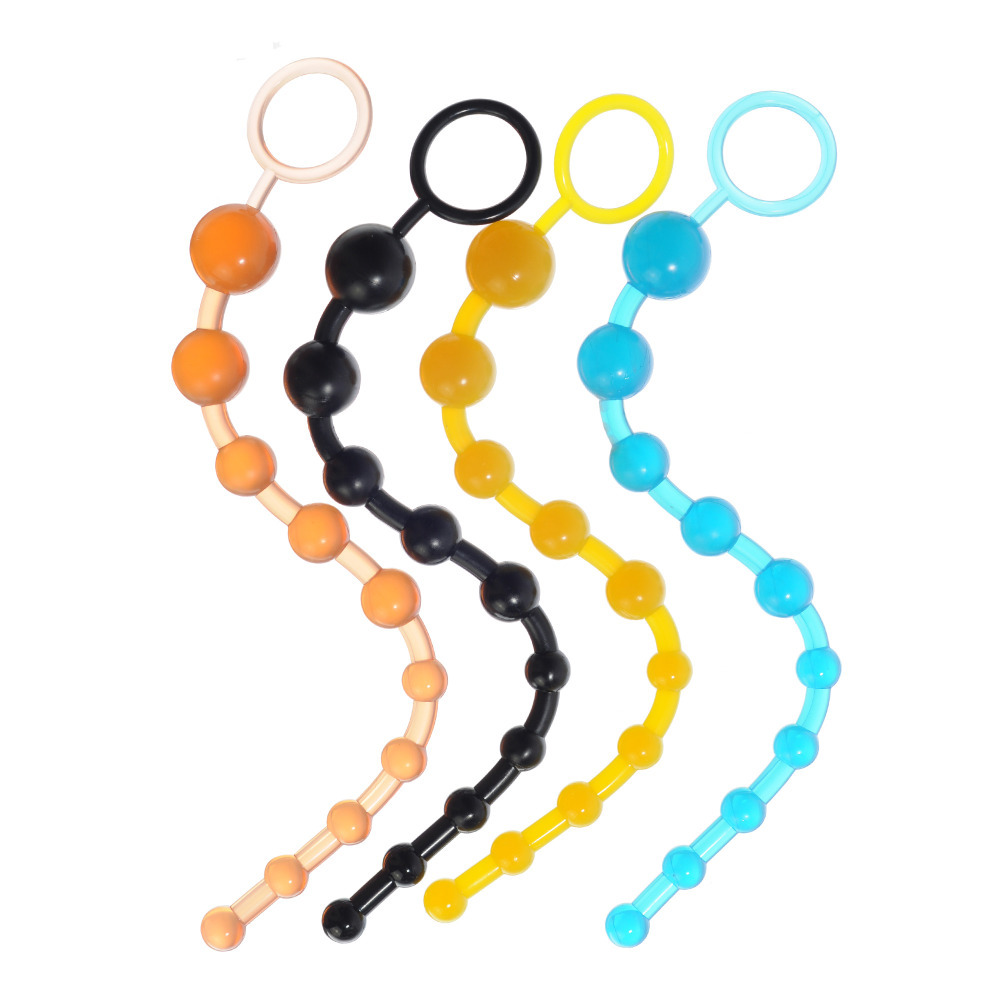
Анальная цепочка
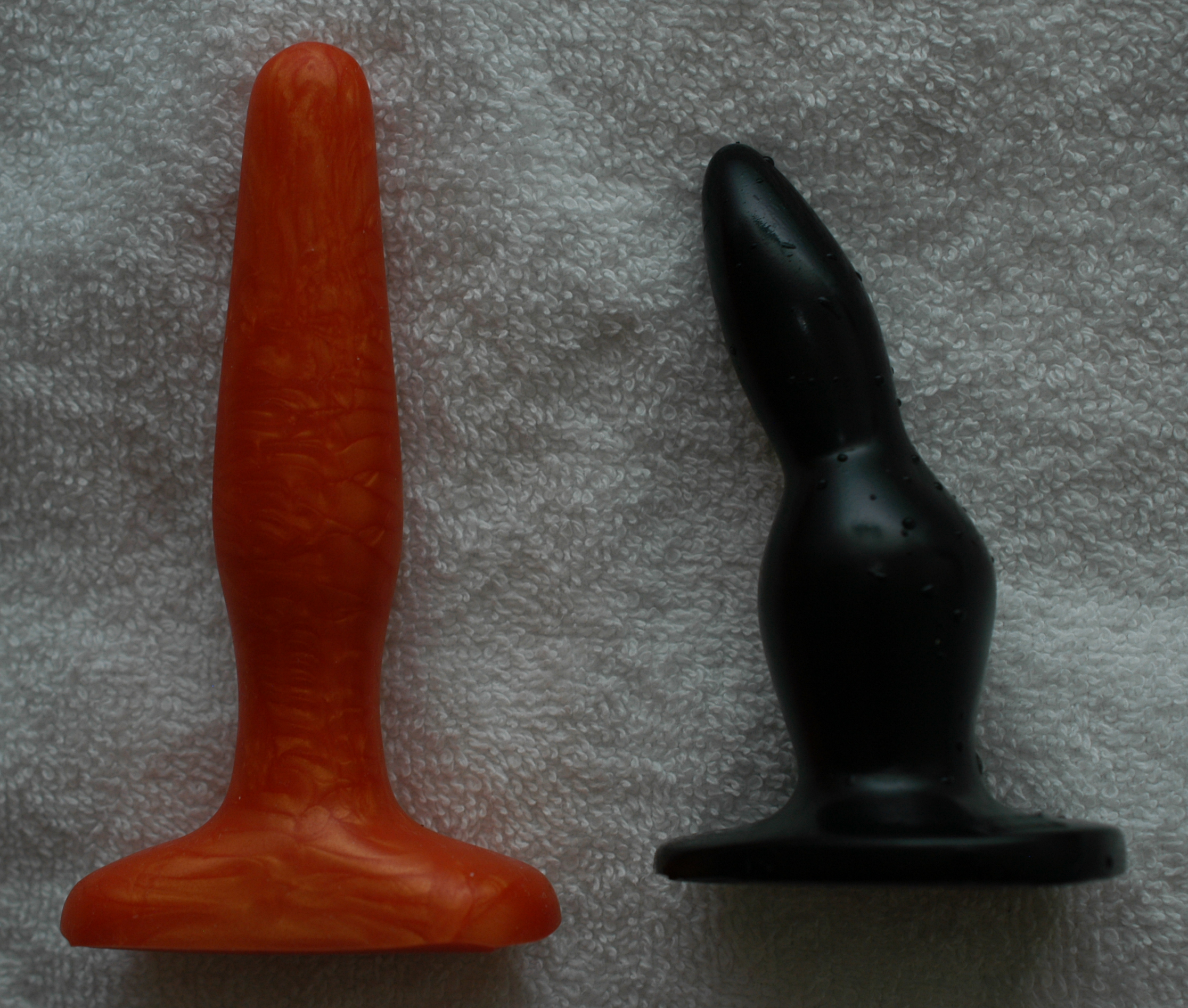
Анальная пробка

## Взаимная мастурбация

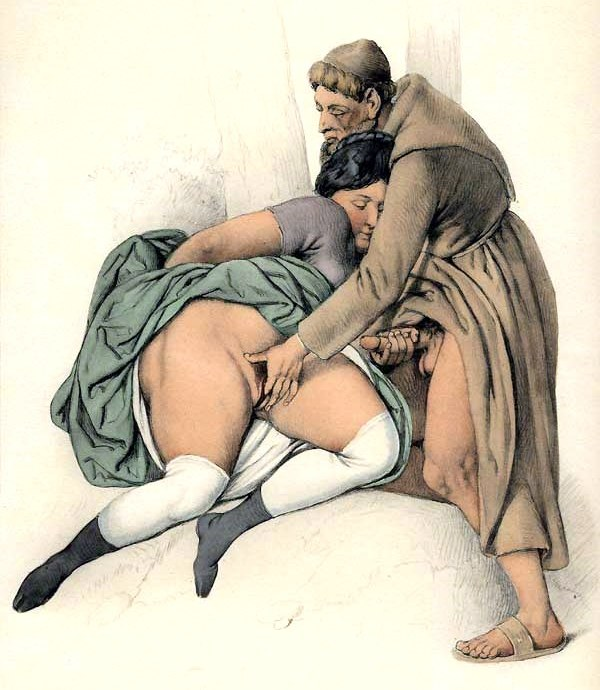
Иоганн Непомук Гейгер, акварель, 1840

Взаимной мастурбацией (фингеринг и ручная стимуляция пениса) называется стимулирование рукой половых органов партнёра. Эта форма сексуальной активности может практиковаться партнёрами любой ориентации как прелюдия к обычному половому акту, так и в ситуации, когда партнёры по каким-либо причинам не готовы к полноценному половому акту, например, из-за желания девушки сохранить девственность или боязни нежелательной беременности.

## Мастурбация в искусстве

### Изобразительное искусство и скульптура

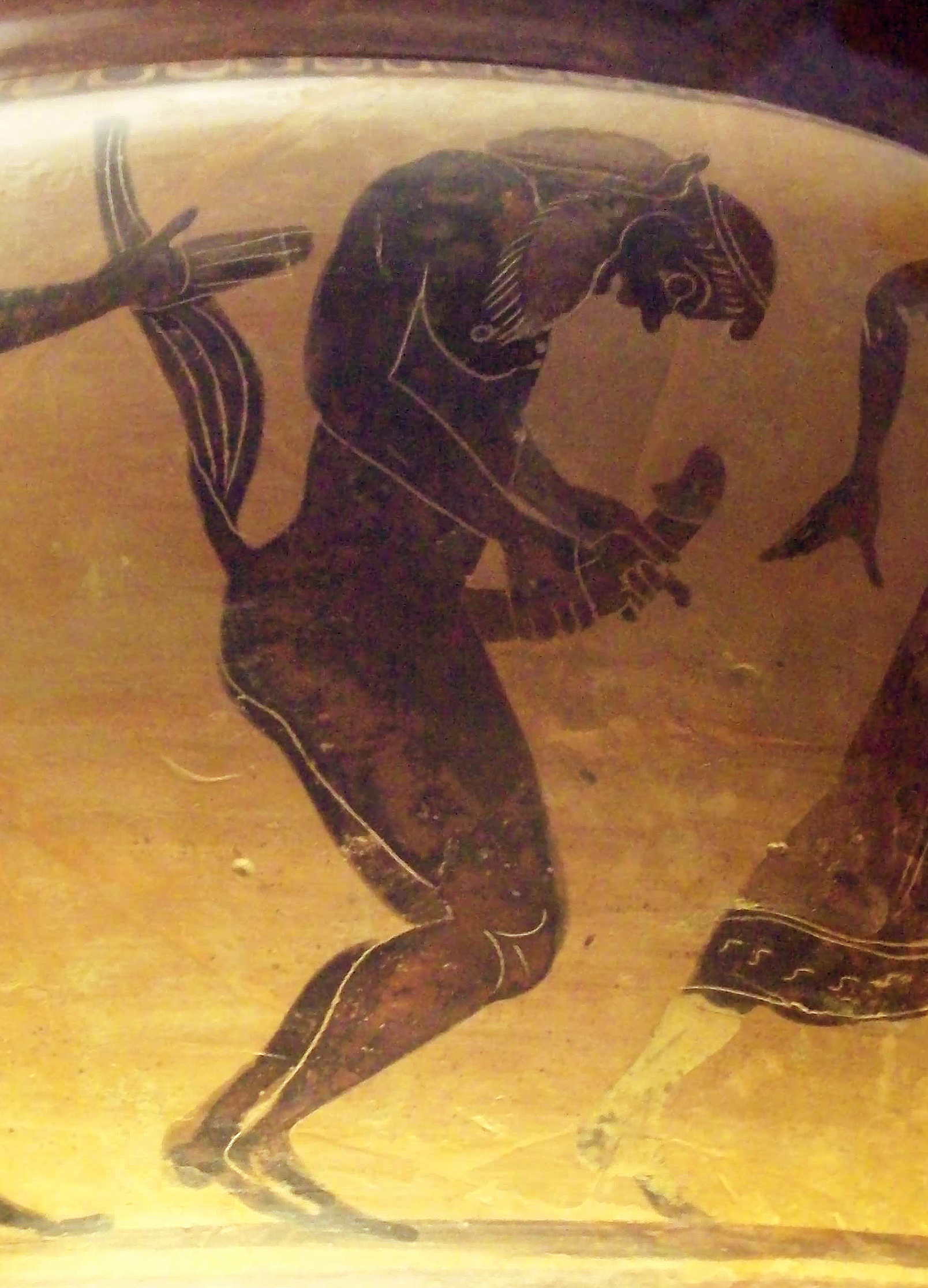
Мастурбирующий силен. Фрагмент вазы: чернофигурная вазопись круга Лидоса, Аттика, VI век до н. э. Экспонат Национального археологического музея в Испании

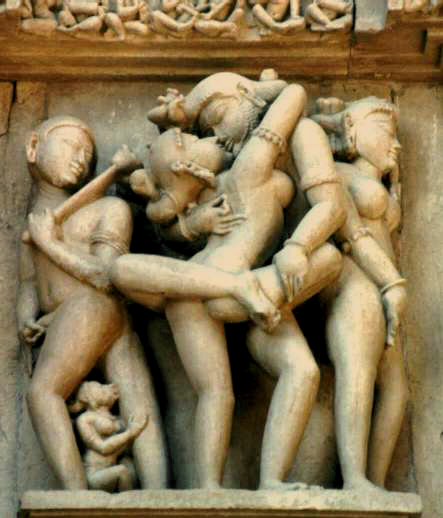
Рельеф храма в Кхаджурахо. В центре изображены любовники в сексуальных объятиях, слева и справа от них — мастурбирующие мужчина и женщина

Изображения мастурбирующих мужчин найдены в наскальных рисунках во всём мире (вероятно, это является следствием того, что первобытный человек связывал сексуальность с изобилием в природе). Найденная при раскопках храма[какого?] на острове Мальта глиняная статуэтка 4-го тысячелетия до нашей эры изображает мастурбирующую женщину. В античных изображениях преобладает мужская мастурбация. У Сальвадора Дали есть картина «Великий мастурбатор» (исп. «El gran masturbador»).

### Музыка
Мастурбация фигурирует в нескольких значимых песнях. Среди более ранних примеров можно назвать «My Ding-a-Ling» Чака Берри, «Mary Anne with the Shaky Hand» и «Pictures of Lily» группы The Who.
В число более новых песен входят «I Touch Myself» группы Divinyls, «You're Makin' Me High» Тони Брэкстон, «Touch of My Hand» Бритни Спирс, «Orgasm Addict» группы Buzzcocks, «Longview» группы Green Day, и «Wow, I Can Get Sexual Too» группы Say Anything. Запись 1983 года «She Bop» Синди Лаупер была одной из первых 15 песен, на которых был размещён ярлык Parental Advisory в связи с эротическим содержанием. Хит 1980 года «Turning Japanese» группы The Vapors часто ошибочно считают эвфемистически описывающим выражение лица мужчины во время оргазма.
Эту тему также затрагивают такие российские исполнители, как   группа «Сектор Газа» (песня «Мастурбация»), Алексин (песня «Вверх-вниз»), Борис Моисеев (песня «Одинокая ночь»). Клип группы Тату «Простые движения» ненавязчиво намекает, что девушка в кадре мастурбирует.

### Телевидение
В марте 2007 года британский телеканал Channel 4 планировал показать серию телепрограмм о мастурбации под названием «Wank Week» (рус. Неделя мастурбации). Это намерение вызвало публичное негодование ряда известных деятелей телевидения, в том числе бывшего исполнительного директора ITV Чарли Аллена (англ. Charles Allen). В результате показ был отменён в связи с претензиями к снижению стандартов качества работы редакторов канала и несоответствием целей деятельности канала его статусу государственного.

### Кинематограф
Сцены мастурбации, начиная со времён Сексуальной революции, всё чаще и откровеннее стали появляться на экране (не считая порнографии). Чаще всего в кинокомедиях для подростков старшего возраста (как пример, можно привести серию фильмов «Американский пирог») и в драмах для подчёркивания переживания или одиночества («9 песен», «Секретарша», «Интим» и др.). В молодёжной эротической комедии «То, что её заводит» главная героиня от скуки предаётся своим сексуальным мечтам, занимается мастурбацией и сексом по телефону.

### Взгляды на мастурбацию в прошлом
- Р. фон Крафт-Эбинг. Половая психопатия. — 1886 г.
- Файнгольд Л. И. Онанизм. Его причины, последствия и меры борьбы с ним. — Одесса: Светоч, 1926 г. — (Серия «Половой вопрос в общедоступных очерках с рисунками»)
- Ellis, H. Studies in the Psychology of Sex :  [англ.]. — 1927. — Vol. I : The Evolution of Modesty; The Phenomena of Sexual Periodicity; Auto-Erotism.
- Роледер Г[нем.]. Онанизм: Причины, явления болезни, предупредительные меры, лечение. Монография для врачей, педагогов, родителей = Die Masturbation / Издание и перевод с нем. С. Раева. — Тверь: тип. им. К. Маркса, 1927.
- Якобзон Л. Я. Онанизм у мужчины и женщины. — Ленинград, 1928 г.
- Порудоминский И. М. Половые расстройства у мужчин. — М: Изд-во «Медгиз», 1957 г.